# قراجة ملك
قراجة ملك هي قرية في مقاطعة ورزقان، إيران. عدد سكان هذه القرية هو 75 في سنة 2006.